# 1949 en rugby à XV
Chronologie du rugby à XV
1948 en rugby à XV - 1949 en rugby à XV - 1950 en rugby à XV
Les faits marquants de l'année 1949 en rugby à XV

## Événements

### Mars
- L'équipe d'Irlande remporte le Tournoi des cinq nations.

### Avril
- Le Castres olympique remporte le Championnat de France en battant le Stade montois en finale[1].

## Naissances
- 2 mars : John Peter Rhys Williams dit JPR Williams, arrière international gallois (55 sélections entre 1969 et 1981)